# Tazmin Brits
Tazmin Brits (* 8. Januar 1991 in Klerksdorp, Südafrika) ist eine südafrikanische Cricketspielerin, die seit 2018 für die südafrikanische Nationalmannschaft spielt.

## Aktive Karriere
Ihr Debüt in der Nationalmannschaft gab sie bei der WTwenty20-Serie gegen Bangladesch im Mai 2018. Im Mai 2019 konnte sie auf der Tour gegen Pakistan ihr erstes Half-Century über 70* Runs erreichen. Ihr Debüt im WODI-Cricket gab sie auf der Tour gegen Pakistan im Januar 2021. Auch erzielte sie bei der Tour in der WTwenty20-Serie zwei weitere Half-Centuries (52* und 66 Runs). Beim ersten der beiden Spiele wurde sie als Spielerin des Spiels ausgezeichnet. Im September 2021 auf der Tour in den West Indies verpasste sie mit 58 Runs nur knapp ihr erstes WODI-Fifty. Im Februar 2022 wurde sie für den Women’s Cricket World Cup 2022 nominiert, wobei ihre beste Leistung 23 Runs gegen England waren. Im Mai 2022 erhielt sie einen zentralen Vertrag mit dem südafrikanischen Verband, nachdem Mignon du Preez und Nadine de Klerk aus diesen ausschieden. Nach einer enttäuschenden Tour in Irland zum Beginn des Sommers wurde sie aus dem Kader gestrichen, doch als sich Trisha Chetty verletzte kam sie wieder zurück. Bei der Tour in England erreichte sie im dritten WTwenty20 ein Half-Century über 59 Runs. Bei den Commonwealth Games 2022 erreichte sie unter anderem gegen England 38 Runs. In der Vorbereitung für die nächste Weltmeisterschaft erzielte sie bei einem heimischen Drei-Nationen-Turniers gegen die West Indies ein Fifty über 50* Runs und wurde als Spielerin des Spiels ausgezeichnet. Beim ICC Women’s T20 World Cup 2023 gelang ihr in der Vorrunde gegen Bangladesch ein Fifty über 50* Runs. Auch gelang es ihr mit einem Half-Century über 68 Runs im Halbfinale gegen England als Spielerin des Spiels das Team ins Finale zu führen.